# Pfarrkirche Blons

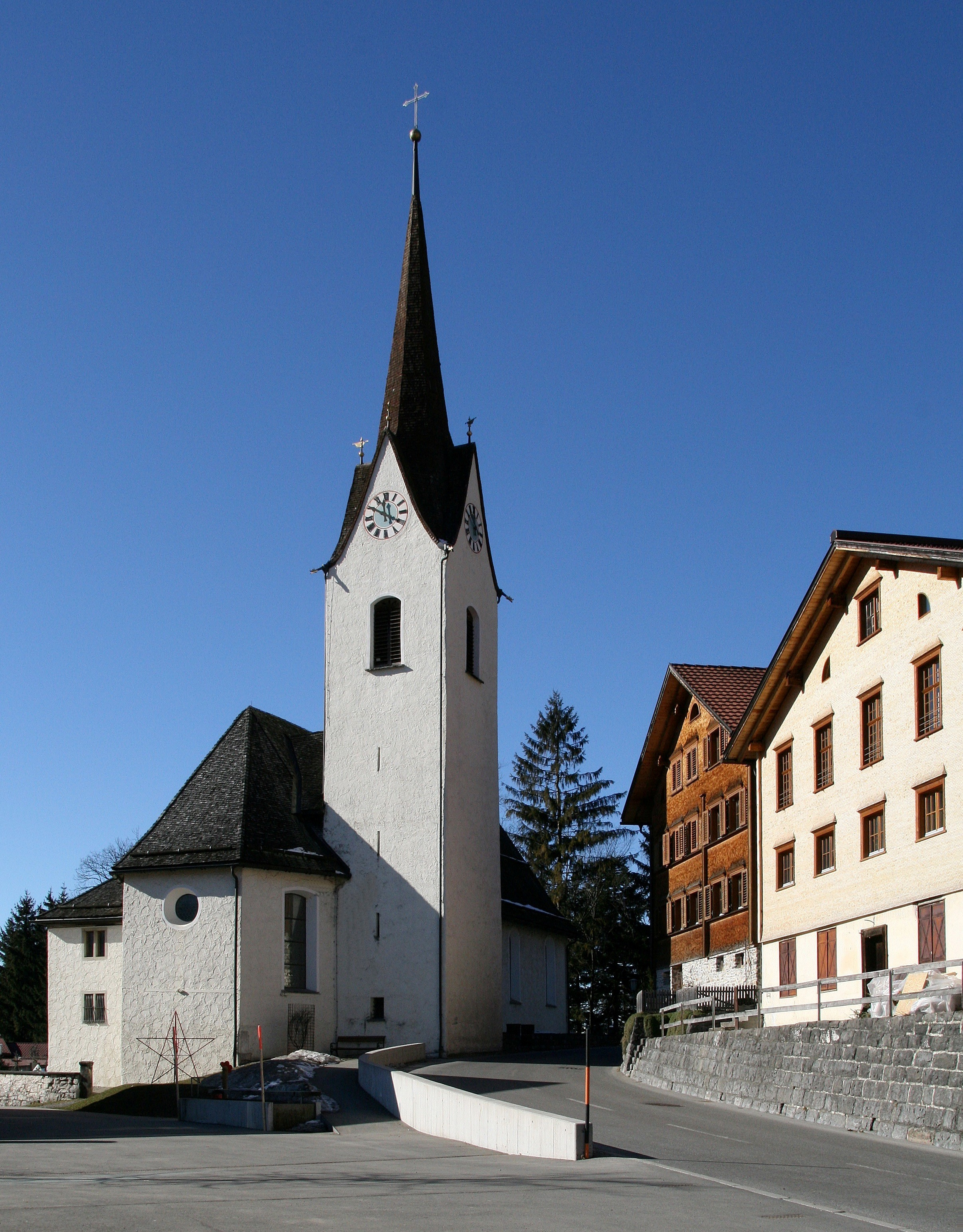
Katholische Pfarrkirche Unsere Liebe Frau in Blons

Die römisch-katholische Pfarrkirche Blons steht in der Ortschaft Blons der Gemeinde Blons im Großen Walsertal in Vorarlberg. Die dem Patrozinium Unsere Liebe Frau Unbefleckte Empfängnis unterstellte Pfarrkirche gehört zum Dekanat Walgau-Walsertal in der Diözese Feldkirch. Die Kirche und der Friedhof stehen unter Denkmalschutz (Listeneintrag).

## Geschichte
Die Kirche gehört mit der Propstei Sankt Gerold bis 1649 zur Pfarre Bludesch und dann als klösterliche Kaplanei zur Pfarre Thüringen und wurde 1689 zur selbständigen Pfarrkirche erhoben und dem Stift Einsiedeln inkorporiert. Die Kirche wurde 1684 errichtet und mit dem Friedhof 1697 geweiht. 1701 wurde der Chor erweitert und 1863 das Langhaus verlängert.

## Architektur
Die barocke Kirche liegt an der Straße und ist von einem ummauerten Friedhof umgeben. Das Langhaus mit querhausartiger Verbreiterung vor dem Chor und der eingezogenen Chor mit Fünfachtelschluss unter einem gemeinsamen Satteldach sind in der Fassade ohne Gliederung. Das flachbogige Portal an der Westfassade mit 1863 hat eine niedere gemauerte Vorhalle mit einer Rundbogenarkade unter einem Walmdach. Der Nordturm steht am Chor und wurde 1873 und mit Flachbogenschallfenstern versehen und mit einem Giebelspitzhelm erhöht. Südlich am Chor wurde 1867/68 eine zweigeschoßige Sakristei angebaut.
Der Saalraum mit Flachdecke über einer Hohlkehle und einem umlaufenden Gesims hat je drei Rundbogenfenster mit Stuckrahmung und vor dem eingezogenen Chorbogen auf Kapitellen seitliche Flachbogenarkaden mit kapellenartigen Erweiterungen mit Flachbogenfenster. Im Westen ist eine gerade Empore mit einer schmiedeeisernen Brüstung. Der Chor mit einem Stichkappengewölbe und einem flachen Deckenfeld hat zwei Flachbogenfenster und Türen zum Turm und zur Sakristei.

## Einrichtung
Der Hochaltar aus 1685 mit zwei mit Weinlaub besetzten gedrehten Säulen und geradem verkröpftem Gebälk und gesprengtem Giebel und seitlichen Baldachinflügel mit Schuppenpilaster zeigt ein Altarbild Immaculata gemalt 1686 vom Maler Fridolin Dumeisen OSB, die Figuren der Heiligen Martin und Gerold und zwei Gebälkputten sind aus 1685 und die Oberfigur hl. Josef mit Jesus aus 1700. Der Drehtabernakel aus 1849 hat eine Bronzetürrelief mit vier Engeln. Der linke Seitenaltar zeigt das Bild Ölbergchristus von Leopold Hilz aus 1852 und das Oberbild Herz Jesu als Kopie nach Melchior Paul von Deschwanden und die Figuren im Auszug der Heiligen Agnes und Katharina. Der rechte Seitenaltar aus 1703 zeigt das Bild hl. Nikolaus gemalt 1859 von Josef Bacher, das Oberbild Herz Mariens ist eine Kopie nach Deschwanden, die Figuren im Auszug die Heiligen Michael und Sebastian aus 1703.
An der südlichen Langhauswand ist ein Kruzifix aus dem Ende des 18. Jahrhunderts. Der Taufstein hat die Bezeichnung 1689. Die Kreuzwegstationsreliefs schuf 1902 der Bildhauer Ferdinand Stuflesser aus St. Ulrich in Gröden.
Die Orgel in einem neuromanischen Gehäuse baute 1900 Orgelbau Behmann und wurde 1933 von den Gebrüder Mayer erweitert. Die Turmuhr baute 1875 Anton Jäger. Die Glocken sind aus 1947 und wurden 1954 um eine Lawinenglocke ergänzt.

## Friedhof
Der Friedhof wurde 1697 geweiht und 1852 erweitert. Es gibt eine Kriegerdenkmal und Denkmal an die Lawinenkatastrophe von 1954 in Vorarlberg nach einem Plan von Eugen Jussel und ausgeführt vom Schlosser W. Oberhammer.